# Петерсгаген (Україна)
Петерсгаген (нім. Petershagen; в 1945—2024 роках — Кутузівка) — село в Україні, у Токмацькій міській громаді Пологівського району Запорізької області. Населення становить 407 осіб. До 2020 року орган місцевого самоврядування — Токмацька міська рада.
Село тимчасово окуповане військами ЗС РФ 27 лютого 2022 року в ході російського вторгнення в Україну.

## Географія
Село Петерсгаген розташоване на лівому березі річки Токмак, вище за течією на відстані 1,5 км розташоване місто Токмак, нижче за течією на відстані 1,5 км розташоване місто Молочанськ. Річка в цьому місці звивиста, утворює лимани та стариці. Через село пролягає автошлях регіонального значення Р85, поруч проходить залізниця, станція Молочанськ за 5 км.

## Історія
- 1850 — дата заснування німецькими колоністами як села Петерсгаген.
- До 1871 року село входило в Молочанський менонітський округ Бердянського повіту.[1]
- В 1945 році перейменоване в село Кутузівка.
- 12 червня 2020 року, відповідно до розпорядження Кабінету Міністрів України № 713-р «Про визначення адміністративних центрів та затвердження територій територіальних громад Запорізької області», увійшло до складу Токмацької міської громади[2].
- 19 липня 2020 року, у результаті адміністративно-територіальної реформи та ліквідації Токмацького району, село увійшло до складу новоствореного  Пологівського району[3].
- 10 квітня 2024 року Комітет Верховної Ради України з питань організації державної влади, місцевого самоврядування, регіонального розвитку та містобудування підтримав повернення історичної назви Петерсгаген[4].
- 18 вересня 2024 року постановою № 12043 Верховної Ради України село Кутузівка Запорізької області перейменоване на село Петерсгаген[5][6].

## Пам'ятки

### Менонітська Братська Церква
Перша церква була зведена 1831 року, проте цей храм, датується 1892 роком. Храм побудований з червоної добротної цегли, з використанням елементів стилю неоготики (просторове рішення, стрільчасті з лукоподібними вікнами, пвсевдоконтрофорси), притаманному архітектурі католицьких храмів кінця ХІХ — початку XX століття. Церква була побудована скорше як базиліка. Дах вкривала глиняна черепиця.
У 1920 році з приходом Радянської влади церкву закривають, а приміщення деякий час використовують як зерносховище. З часом використовують як стайню, і ще згодом як склад для хімікатів. В решті решт будівля занепадає.
До 1999 року будівля церкви була у край незадовільному стані і лише завдяки старанням Франка та Нетті Дік (Frank and Nettie Dyck) та з канадських пожертвувань церкву вдалося відновити: поставлені двері та вікна, та відновили їх декор, будівля храму отримала новий дах. У жовтні того ж року відбулася перше урочисте богослужіння. Згодом до церкви прибули кілька сімей місіонерів із Німеччини та України.  
Починаючи 3 2000 року, церква проводить табори для дітей, підлітків та молоді. 
У 2005 році церква починає служіння людям похилого віку, які потребують постійного догляду.  
З квітня 2022 року будівля церкви була примусово відібрана окупаційною владою РФ під час окупації села.

## Населення

### Мова
Розподіл населення за рідною мовою за даними перепису 2001 року:
| Мова       | Кількість | Відсоток |
| ---------- | --------- | -------- |
| українська | 366       | 89,93 %  |
| російська  | 35        | 8,59 %   |
| німецька   | 5         | 1,23 %   |
| болгарська | 1         | 0,25 %   |
| Всього:    | 407       | 100 %    |

## Галерея

Менонітська церква
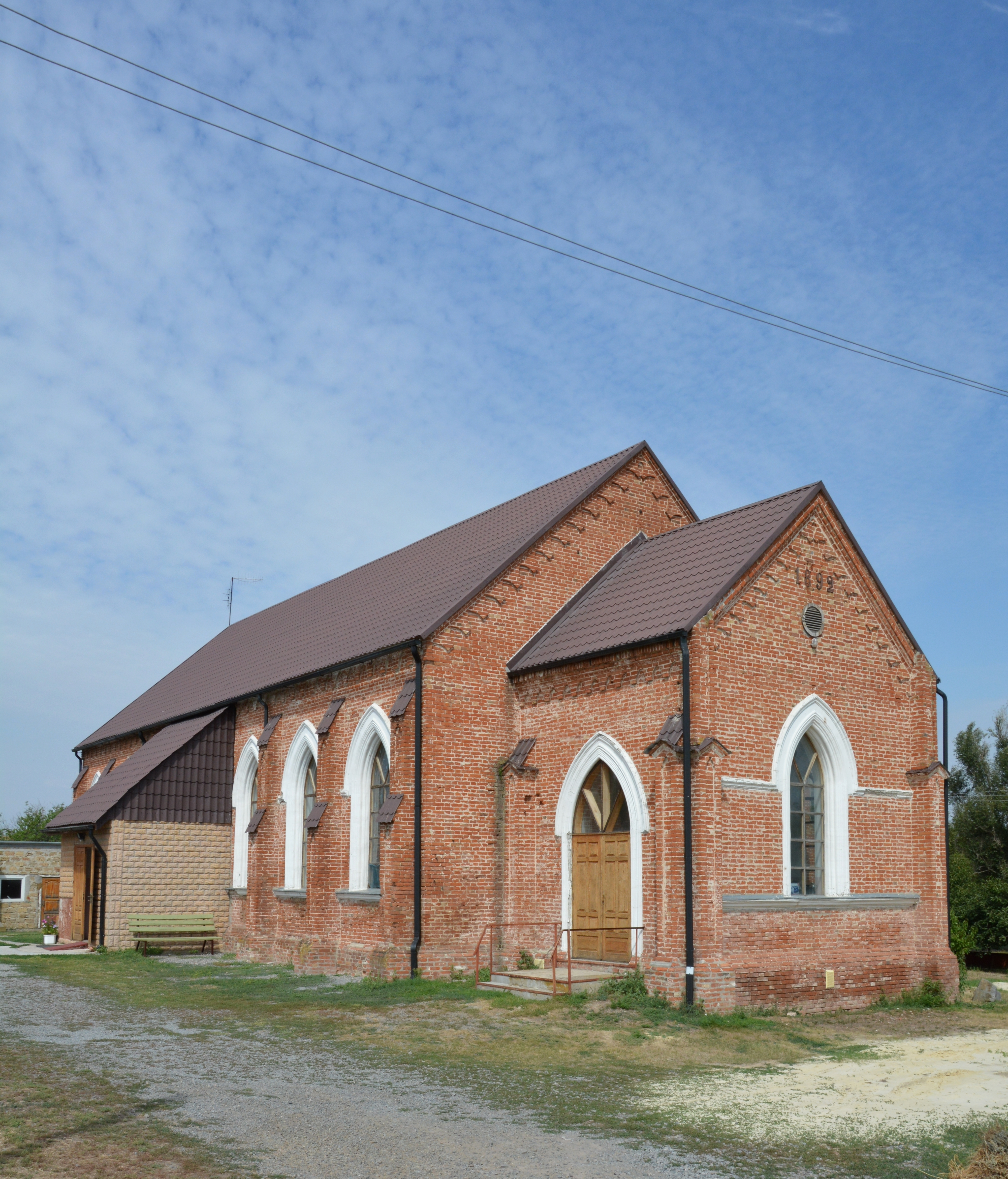
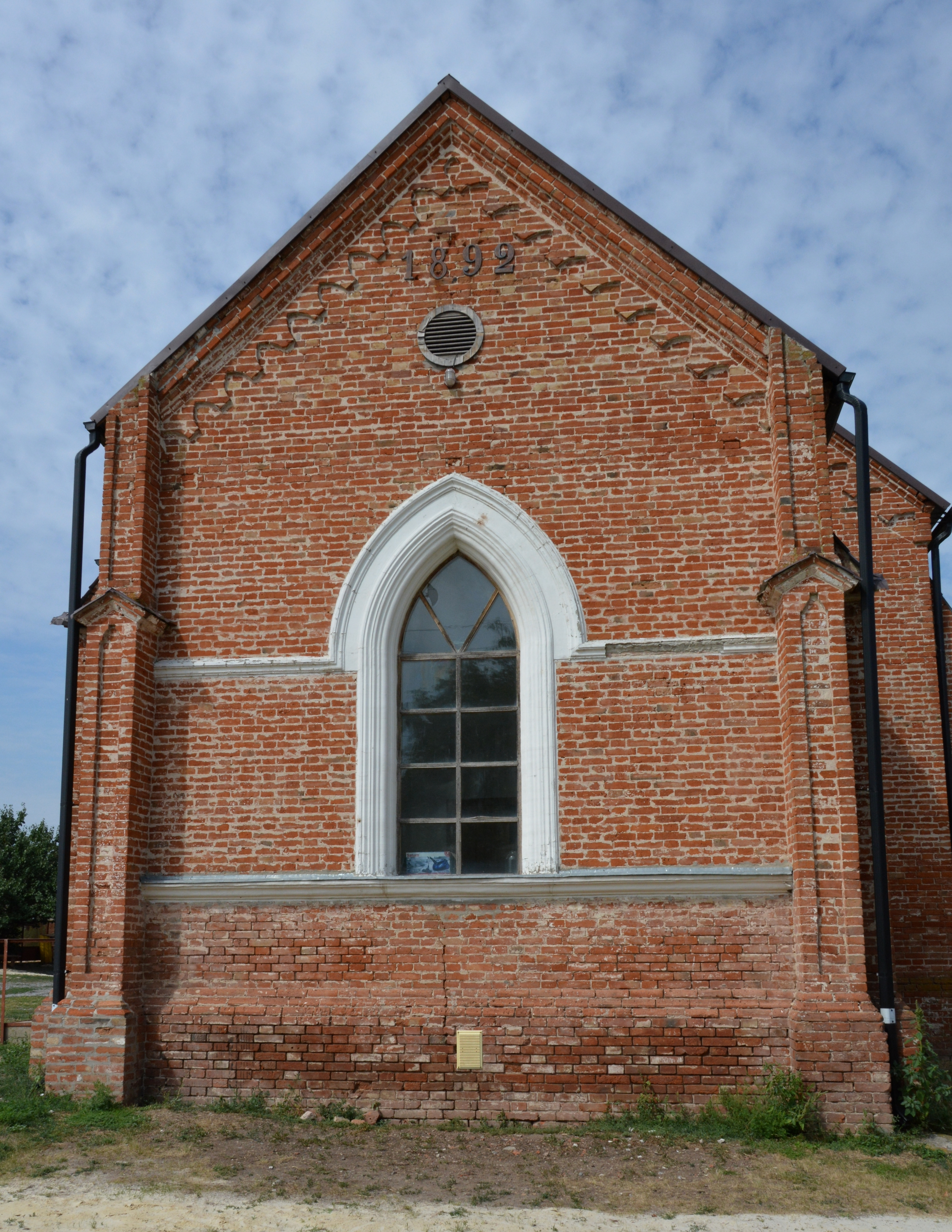